# Kjartan Salvesen
Kjartan Aasland Salvesen (Sandnes, 17 ottobre 1976) è un cantante norvegese.

## Biografia
Kjartan Salvesen si è fatto conoscere dopo aver vinto Idol nel 2004. Ha in seguito pubblicato l'album in studio d'esordio eponimo (2004), rimasto al numero uno nella VG-lista per due settimane consecutive e promosso dalla hit Standing Tall, fermatasi in cima alla classifica norvegese per quattro settimane.
Tre anni più tardi ha fatto ritorno sulle scene musicali col secondo LP, Then Silence (2007), classificatosi al 35º posto.

## Discografia

### Da solista

#### Album in studio
- 2004 – Kjartan Salvesen
- 2007 – Then Silence

#### Singoli
- 2007 – Leaving Me
- 2007 – Live for Today
- 2007 – Then Silence
- 2011 – Eg kan ikje hjelpa for det

### Stavangerkameratene
- 2017 – Stavangerkameratene
- 2018 – Ein for alle